# Expansionismo

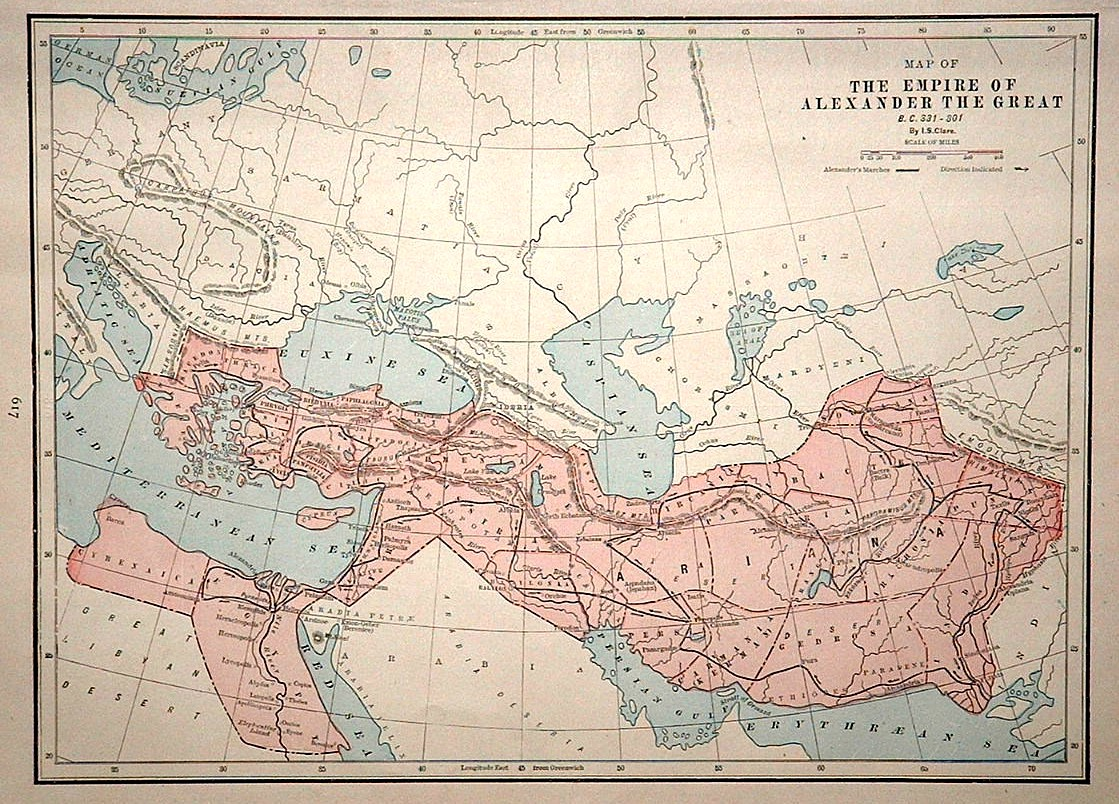
Toda a extensão do império de Alexandre, o Grande, reunido no século 4 a.C. enquanto ele se esforçava para conquistar as terras da Ásia e do Mediterrâneo

Expansionismo é a doutrina de ampliar a base territorial de um país, normalmente por meio da agressão militar.
Às vezes são usados irredentismo, revanchismo ou reunificação para justificar e legitimar o expansionismo, mas somente quando o propósito é reconquistar territórios que haviam sido perdidos ou tomar posse de terras ancestrais. Uma simples disputa territorial, como por exemplo, uma disputa de fronteira, normalmente não é considerado expansionismo.

## Expansionismo moderno
- Akhand Bharat (literalmente "Índia não dividida") busca resgatar a histórica pátria dos Hindus, antes da conquista islâmica e das divisões colonialistas, que resultou na subsequente conversão de um número significativo ao Islã e ao Cristianismo. Inclui todos os atuais países do Afeganistão, Bangladesh, Butão, Índia, Nepal, Mianmar, Paquistão, Sri Lanka, e Tibete.
- Aztlán, nome de vários movimentos políticos hispânicos nos Estados Unidos da América, como o Conselho Revolucionário, o Governo Provisiório de Aztlán e MEChA, também conhecido como Movimiento Estudiantil Chicano de Aztlán (Movimento de estudantes chicanos de Aztlán). Recorre frequentemente à luta irredentista para a independência ou reunificação com o México daqueles estados do sudoeste colonizados e ocupados pelos Estados Unidos depois da Guerra Mexicano-Americana e do Tratado de Guadalupe Hidalgo de 1848.
- Grande Albânia, é um movimento político que busca unir toda a etnia albanesa em uma única entidade.
- Grande Hungria, é uma meta dos irredentistas húngaros, que querem restaurar os limites históricos da Hungria como era antes de 1918.
- Grande Israel é um termo irredentista que busca restaurar os limites históricos e bíblicos da Terra de Israel.
- Grande Mongólia, busca unir toda a etnia mongol em um único país.
- Grande Marrocos, busca ampliar o território marroquino para abranger as áreas governadas pelo Império Almoravida no passado.
- Grande Sérvia, busca unir todos os Sérvios em um estado mais amplo.
- Grande Somália, busca unir todos os Somalis em um estado mais amplo.
- Grande Síria, busca criar uma Síria que englobe todos os territórios norte-oeste do Oriente Médio.
- Kahanismo, busca criar um estado incluindo toda a Israel bíblica.
- União Norte-americana, busca criar um Estados Unidos da América mais amplo com a fusão com o Canadá.

## Expansionismo no passado
- O Afeganistão buscou criar o Grande Afeganistão, especialmente para absorver terras habitadas pelos pastós em Caiber Paquetuncuá, província do Paquistão.
- A Croácia buscou criar um país etnicamente 'puro', a Grande Croácia.
- A Grécia buscou ampliar seu território a fim de ter todos os gregos unidos (Enosis) em um só país.
- A Itália durante o governo de Benito Mussolini buscou ampliar seu território na Europa.
- O Japão buscou se expandir por um vasto território da China, sul da Ásia e Pacífico asiático durante a Segunda Guerra Mundial.
- A Alemanha nazista buscou juntar toda a etnia germânica e tomar as terras no leste, através do Lebensraum.
- Os Estados Unidos da América (veja Destino Manifesto) buscou ampliar seu domínio por todo o Canadá durante a Guerra de 1812 e mais tarde em 1866. Também buscou se expandir em direção ao México, tomando o que é hoje a Califórnia, Nevada, Texas e Novo México.
- Os europeus buscaram se expandir ao redor do mundo com o colonialismo (veja Imperialismo).
- A União Soviética buscou se expandir em direção à Europa Ocidental, Escandinávia e Ásia Central.
- Durante a Guerra Civil Americana os Estados Unidos da América se expandiram pelo Missouri e Texas em busca de mais terras para a agricultura.